# Neil Ferguson (épidémiologiste)
 (novembre 2021).
Pour les articles homonymes, voir Neil Ferguson.
Neil Ferguson est un épidémiologiste britannique né en 1968.

### Sources
- Cécile Ducourtieux, « Neil Ferguson, l’épidémiologiste qui murmure à l’oreille de Downing Street », Le Monde,‎ 30 mars 2020 (lire en ligne).